# Willy Maywald
Wilhelm Maywald, dit  Willy Maywald, né le 15 août 1907 à Clèves (Allemagne) et mort le 21 mai 1985 dans le 12e arrondissement de Paris, est un photographe allemand qui vécut et travailla à Paris dans le domaine de la mode et des portraits de personnalités.

## Biographie
Fils d'un hôtelier de Clèves, station thermale à proximité de la frontière avec les Pays-Bas, il va passer son enfance dans cet hôtel à la clientèle raffinée. En 1925, il entre à l'École des arts-décoratifs de Cologne. Ses passions sont la danse, le théâtre et le cinéma. En octobre 1928, il part s'inscrire à la Kunstschule de Westens à Berlin et occupe un poste d'assistant de régie dans le cinéma. 
Inscrit à l'École d'art de Charlottenbourg où il apprend la photographie, il se rend la même année pour la première fois à Paris et y réalise quelques clichés. Rentré en Allemagne pour quelques mois, il revient à Paris au début des années 1930 et devient l'assistant du photographe russe Harry Meerson. Il loge alors dans un petit atelier au 172 rue de Vanves dans le 15e arrondissement. Il fréquente le quartier du Montparnasse où il habite et a ses habitudes au café du Dôme, mais fréquente également la brasserie de La Rotonde. C'est de cette période que sont nés les liens d'amitié avec Maria Helena Vieira da Silva, Árpád Szenes, Hans Hartung, Anna-Eva Bergman, Leonor Fini, Marie Vassilieff, Lou Albert-Lasard, etc. Il photographie des artistes comme l'affichiste Cassandre, le coiffeur Antoine, mais également des personnalités scientifiques comme Frédéric Joliot-Curie. Il photographie les jardins de Claude Monet, et d'Auguste Renoir.
Cette année-là, il rencontre aussi chez son patron la chanteuse Marianne Oswald, Jean-Pierre Aumont, Simone Simon.
Il rentre de ses vacances passées en juillet 1933 en Allemagne, profondément attristé par l'ambiance antisémite et fasciste qu'il a rencontrée à Clèves, Cologne, Düsseldorf et Berlin.
En 1934, il devient indépendant et ouvre son premier studio « May Va » au 12 rue Victor-Considérant à Paris. Il fait alors des reportages, des portraits et des photos de mode. Il travaillera pour Christian Dior, qu'il rencontre la première fois chez Robert Piguet répondant à une commande, puis une seconde au café du Dôme, en 1936. La même année, c'est lui qui découvre Lisa Fonssagrives, un des premiers top-model de l'histoire du mannequinat qui se mariera plus tard avec Irving Penn, avec laquelle il va beaucoup travailler. Il fait la connaissance de la photographe Florence Henri. Il réalise pour ses amis peintres des expositions de leurs œuvres dans ses ateliers et y reçoit les émigrés allemands et autrichiens fuyant le nazisme.
L'année 1937 le verra parcourir les chantiers de l'Exposition universelle, et la construction du palais de Chaillot, parmi les artistes exposés cette année-là dans ses studios on compte Otto Freundlich et sa compagne Jeanne Kosnick-Kloss. Alerté par les événements en Allemagne, il part en 1938 à Clèves et apprend que son père a été arrêté et interné dans un asile pour libéralisme et soutien de la cause des juifs. Il ne reverra jamais son père. De retour à Paris, il travaille pour des grands couturiers comme Jacques Heim, Lucien Lelong, Robert Piguet, Marcel Rochas, Elsa Schiaparelli et des magazines comme Vogue. Ses photos de jardins sont publiées dans la revue Verve. Il fait de nombreuses connaissances, dont son confrère Erwin Blumenfeld et Hans Weidt.

### La Seconde Guerre mondiale
Bien que vivant en France depuis de nombreuses années, il est considéré comme un ennemi par les autorités qui lui proposent en 1939, comme aux autres émigrés autrichiens et allemands, le choix entre s'engager dans la Légion étrangère ou se porter volontaire pour travailler dans l'agriculture. Son choix sera celui du travail de la terre. Il est donc envoyé dans un camp à Montargis, puis dans un autre près de Blois, et placé dans une ferme. Sa sœur Hélène qui n'a pas quitté Paris est internée au camp de Rieucros, en Lozère.
Après bien des pérégrinations, il s'échappe, et trouve refuge chez des amis à Cagnes-sur-Mer. Dans l'attente d'un visa pour l'Amérique, il se lance dans la fabrication de souliers et accessoires en raphia. Son petit commerce fonctionne assez bien, soutenu par le « Varian Fry Rescue Committee » qui s'occupe des réfugiés. Sa production se vend sur toute la Côte d'Azur. Il finit cependant par gagner la Suisse en 1942 en compagnie d'une amie juive, Charlotte Hockenheimer. Il est accueilli à Winterthour en 1943 dans la famille d'un pasteur protestant, puis il reprend ses activités photographiques pour le spectacle[réf. nécessaire].

### Après la guerre
De retour à Paris en 1946, il est hébergé chez Pierre Léauté, Il reprend ses activités photographiques en louant le premier étage d'une remise au 22 rue Jacob sans eau courante ni téléphone à l'antiquaire Comoglio. Puis il ouvre un deuxième studio, au no 10 rue de la Grande-Chaumière, dont il fera l'acquisition en 1949 et embauche Sabine Weber comme assistante. C'est une jeune photographe suisse qui deviendra célèbre sous son nom de femme mariée, Sabine Weiss. Elle travaillera chez lui jusqu'en 1950. C'est par l'intermédiaire de Serge Guérin, modéliste de Lucien Lelong, qu'il entrera de nouveau en contact avec Christian Dior et fera les photos de sa première collection du 12 février 1947. Ses photos de mode paraissent dans L'Album du Figaro, Femina, Harper's Bazaar et Vogue. Le courant passe bien entre les deux hommes, ainsi qu'avec Yves Saint Laurent lorsqu'il prendra la direction artistique de la maison à la mort de Dior, en 1957. Il travaille également pour Pierre Balmain, Jacques Griffe, Jacques Heim, Jacques Fath, Jeanne Paquin,  Gabrielle Chanel ou Schiaparelli.
Il ouvre sa propre galerie d'art dans les locaux de la rue de la Grande-Chaumière et y expose les œuvres de ses amis Arp, Bott, Heinrich Maria Davringhausen, Hanns Lamers (de), Marcelle Cahn, Karin van Leyden, Pierre Soulages, André Bloc , Francesco Marino Di Teana et bien d'autres. Son travail fait l'objet de publications dans de grandes revues comme Connaissance des arts, Réalités, Life, Maisons et Jardins ou Plaisir de France.
En 1968, il travaille pour Pierre Cardin, André Courrèges, Jean Dessès, Jeanne Lanvin, Jean Patou, Nina Ricci, lorsqu'il met fin à son travail de photographe de mode.
Jutta Niemann dit de lui : « C'était un homme affable, d'une grande élégance et très simple, avec une grande qualité de l'écoute qu'il accordait à chacun… fidèle en amitié, sa porte était largement ouverte ».
Sabine Weiss se souvient de lui comme « d'un homme calme, d'un naturel gentil, réservé et qui aimait faire des compliments. Il rangeait son Rolleiflex dans un sac de patins à glace. Il recevait beaucoup et avait un grand nombre d'amis ».

## Collections publiques, (liste non exhaustive)
- Paris, Musée Carnavalet[5]
- Portrait d'Yves Klein avec une peinture monochrome dans l'atelier, 1956, Ann Arbor, Bibliothèque de l'Université du Michigan[12].
- Association Willy Maywald à Maisons-Laffitte, créée en 1986.

## Œuvres, (liste non exhaustive)
- 1931 : Notre-Dame de Paris, diverses rues de la capitale, bâtiments de l'Exposition coloniale, lors de son premier passage à Paris
- 1933 : Helba Huara, Toshi Komori, Indra
- 1934-1935 : Tatiana Barbakoff, dans une danse asiatique, Valeska Gert, Catherine Hessling
- 1937 : photos de la construction du Palais de Chaillot et des pavillons de  l'Exposition universelle de 1937
- 1938 : Rudi Baerwind et son modèle à Montparnasse, Paris, musée Carnavalet
- 1939 : portraits de Frédéric Joliot-Curie
- 1946 : Photos de mode pour Christian Dior|la maison Dior ouvre en décembre 1946 et les premiers modèles sont présentés en février 1947[13]
- 1947 : photos de la collection New Look de Christian Dior[6], portraits de Victor Brauner, Maurice Utrillo, Fernand Léger, Victor Vasarely
- 1948 : Portrait de Pablo Picasso et d'Henri Matisse dans le Midi
- 1949 : Portrait de Jean Cocteau
- 1949 : modèle de Jacques Heim, place de la Concorde
- 1949 : Tamara de Lempicka dans son atelier au 7 rue Méchain, Paris XIVe
- 1949 : Serge Poliakoff, Georges Braque, Chagall, Hans Arp, Joan Miró
- 1950 : Ossip Zadkine, Madeleine Renaud, Ava Gardner, Edwige Feuillère
- 1950 : Le Corbusier, Joseph Beuys, chez lui à Clèves
- Vers 1950 : André Lanskoy, dans son atelier
- Vers 1952 : Fernand Léger dans son atelier 86 rue Notre-Dame-des-Champs, Paris VIe
- Vers 1953 : Calder
- Vers 1953 : Arthur Adamov
- Vers 1954 : Hans Hartung
- Vers 1954 : Jean Arp
- Vers 1955 : Yves Klein, Bram van Velde, Alain Robbe-Grillet, Maria Casarès
- Vers 1955 : Gérard Philipe, Jean Marais, Chagall, Marcel Marceau

### Filmographie
- 1955 : Accros, court-métrage, médaille de bronze au 7e Festival du film amateur de Cannes
- 1957 : Nouveaux peintres de Montparnasse, court-métrage sur la vie d'artistes à Montparnasse, durée 10 minutes, en 35 mm couleur, avec Maria Helena Vieira da Silva, Árpád Szenes, Pierre Soulages, Francis Bott et le modèle Nico.

### Publications
- 1949 : « Artistes chez eux », article dans le magazine L'Architecture d'aujourd'hui
- 1958 : Portrait + Atelier, Zürich, Die Arche.
- 1958 : Maillol, Paris, Éditions Dina Vierny.
- Les Éclats du miroir, autobiographie illustrée, Münich, Schimer Mosel, 1985  (ISBN 3-88814-165-6).

## Expositions

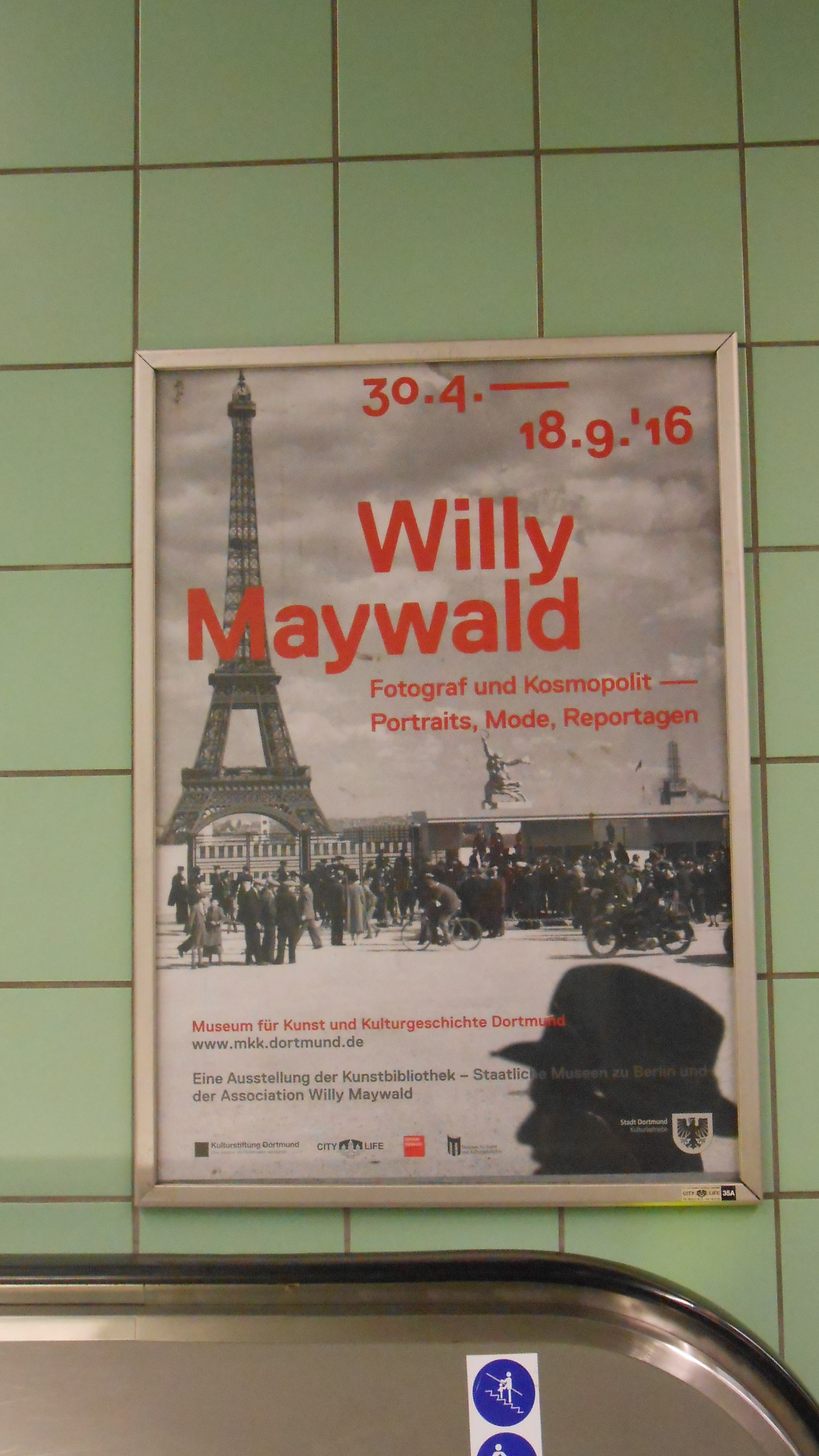
Affiche, exposition Willy Maywald, Dortmund 2016.

- 1934-1935 : exposition collective avec Dora Maar et Pierre Boucher, série de portraits dont celui de Tatiana Barbakoff
- 1939 : exposition de groupe à la galerie Berton rue Bonaparte, portraits d'artistes et photographies de mode
- 1949 : Galerie Maeght, Paris, « Les Artistes chez eux », photographies en grand format
- 1981 : exposition aux États-Unis en novembre-décembre, galerie Paul-Cava à Philadelphie, collaboration avec Jutta Niemann pour la diffusion de son travail sur place et à New York[6]
- 1982 : galerie Mancini, Houston[6]
- 1982 : galerie Neikrug, New York
- 1982 : exposition au Fashion Institute of Technology de New York, photographies de mode. Exposition organisée par Jutta Niemann
- 1986 : exposition rétrospective au palais Galliera, musée de la Mode de la Ville de Paris
- 1986 : Portraits d'artistes, exposition à l'Institut Goethe à Paris
- 1995 : musée Kurhaus, Clèves
- 2003 : jusqu'au 28 février à la galerie du Passage, galerie Véro-Dodat, Paris 1er[3].
- 2004 : musée Schloss Moyland, Bedburg
- 2004 : Lentos, Linz (Autriche)
- 2004 : Museu de Arte Metropolitano Curitiba (Brésil)
- 2005 : Hamburger Kunsthalle, Hambourg
- 2006 : Sylvain Di Maria Galerie, Paris
- 2006 : galerie Luhring Augustine, New York
- 2007 : Paris, musée Carnavalet[14].
- 2007-2008 : Clèves, musée municipal Koekkoek-House BC
- Du 17 février au 1er juin 2008 : « Le soigneur de gravité », exposition collective, musée des arts contemporains du Grand-Hornu, Belgique
- 1er mai au 16 octobre 2011 :  « Willy Maywald. Art, culture et élégance », Mulhouse, musée de l'impression sur étoffes[15]
- Du 6 avril au 15 septembre 2013 : « Willy Maywald, hommage aux chapeaux (1936-1968) », Chazelles-sur-Lyon, atelier musée du Chapeau à La Chapellerie[6],[16]
- Du 18 septembre au 25 octobre 2014 : Nice, Atelier Jean Renoir[17]